# 古典希臘時期

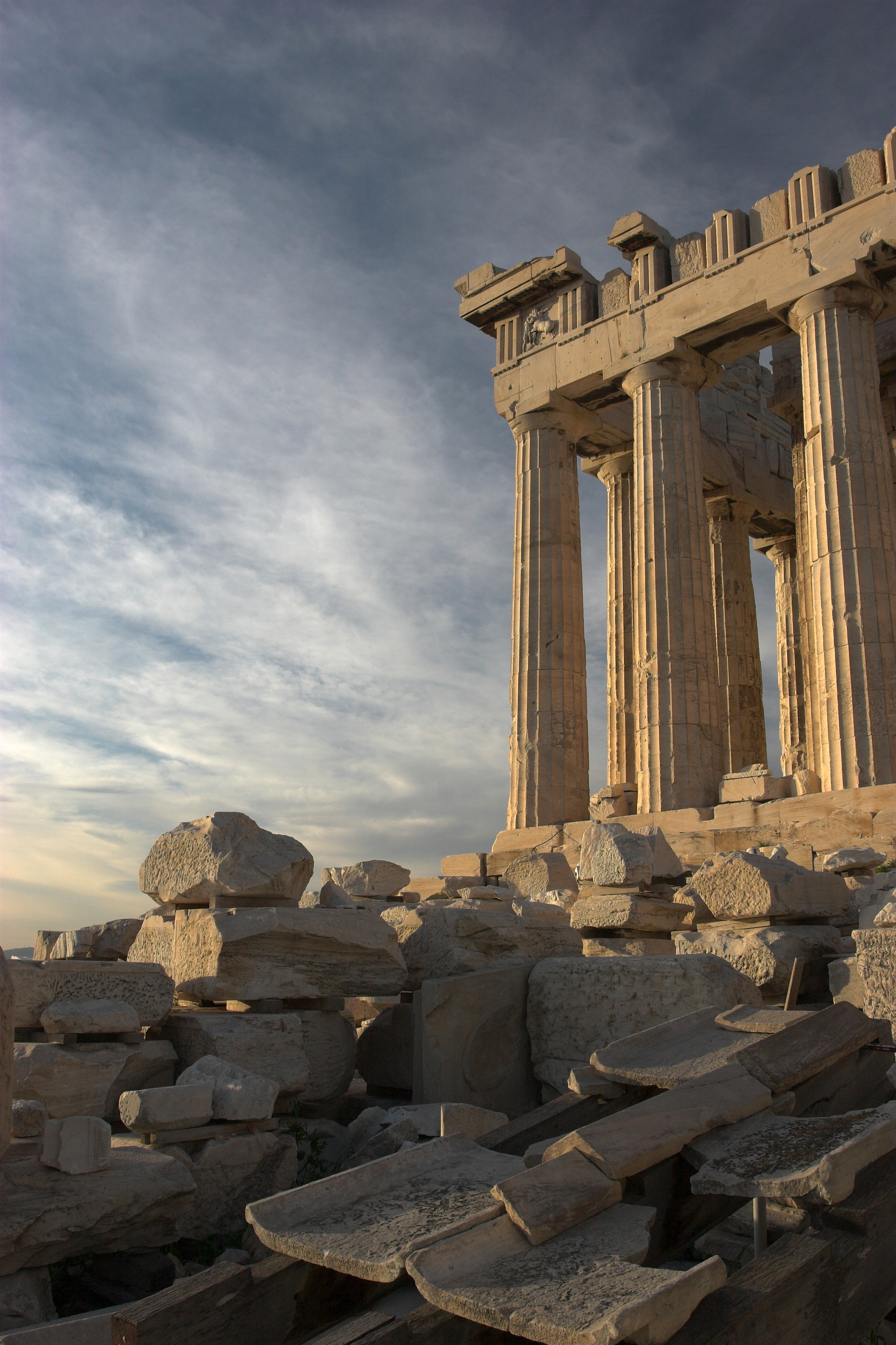
希臘雅典的巴特農神廟，為雅典娜修建

古典希臘時期或經典希臘時期（英語：Classical Greece）是古希臘的一個歷史時期，大約為公元前五到四世紀（一般定義為雅典最後一位僭主被推翻的年份，即公元前510年，至亞歷山大大帝去世時的公元前323年）。它前承古風時期，後啟希臘化時代。古典希臘時期的文明影響了後來的古羅馬文明，並對整個西方文明產生了重大影響，同時也對現代政治、藝術、科學、文學、哲學等方面產生了深遠的影響。

## 公元前5世紀

### 克里斯提尼
公元前510年，在斯巴達軍隊的幫助下，雅典人民推翻了最後一位僭主庇西特拉圖的兒子西庇阿斯的統治。斯巴達國王克里奧米尼斯企圖扶植雅典貴族伊薩格拉斯成立一個親斯巴達政府，但是在雅典中產階級和民主主義者的支持下，他的競爭對手克里斯提尼最終取得了雅典的領導權。隨後，克里斯提尼推動改革，採取了平等的寡頭政治并創立了陶片放逐制。

### 雅典主導時代
希波戰爭之後，雅典依靠其明顯的海上優勢和商業上的領導地位（儘管科林斯也能與之匹敵），成為了希臘事務的主導者。這段時期雅典的主要政治活動家是伯里克利，他用提洛同盟成員的貢金修建了巴特農神廟以及其他很多古典希臘時期的建築。到前454年，隨著提洛同盟的金庫遷往巴特農神廟，標誌著提洛同盟向雅典帝國的發展。
雅典的富裕吸引著全希臘有才能的人，並且逐漸形成了時常資助藝術發展的有閒階級。從而逐漸使雅典發展為全希臘文學、哲學和藝術的中心。當時有許多希臘著名人物都居住於雅典：如劇作家埃斯庫羅斯、阿里斯托芬；哲學家蘇格拉底、柏拉圖和亞里士多德；歷史學家希羅多德等。
其他的一些希臘城邦由於需要繼續抵抗波斯的侵略，一開始都接受雅典的領導，但隨著前461年保守的政治家客蒙遭到陶片放逐，雅典的帝國野心也日益膨脹，在前466的歐里梅敦戰役後，波斯對希臘城邦已構不成威脅，某些城邦，如納克索斯島就企圖脫離提洛同盟但迅速遭到雅典鎮壓。
前458年，雅典與斯巴達之間爆發戰爭，以雅典慘敗、提洛同盟被解散收場，提洛同盟與伯羅奔尼撒同盟（斯巴達與其同盟國城邦）簽訂了和平協議。

### 伯羅奔尼撒戰爭
公元前431年，雅典領導的提洛同盟和斯巴達領導的伯羅奔尼撒同盟之間再次爆發戰爭，史稱伯羅奔尼撒戰爭。

## 公元前4世紀
伯羅奔尼撒戰爭結束後，斯巴達確立了其于希臘城邦的統治地位，但是斯巴達戰士精英們目光短淺，沒有能力處理好城邦之間的關係。若干年後，雅典等其他城邦在民主團體的擁護下，重新獲得了權力。前395年，斯巴達失去了其海上霸權。雅典、阿爾格斯、底比斯和科林斯（後兩者為斯巴達之前的同盟者）開始挑戰斯巴達的統治，即科林斯戰争。同年，斯巴達與波斯簽訂《安塔爾西達斯條約》，確定了希臘與波斯的邊界。斯巴達不斷企圖削弱底比斯的力量，并最終迫使底比斯與其老對手雅典聯合，組建了反斯巴達聯盟。
公元前371年，底比斯軍隊在伊巴密濃達和佩洛皮達斯的帶領下，在留克特拉戰役中戰勝斯巴達，從而終結斯巴達的霸權，成為希臘事務新的主導者。但由於底比斯的霸權同樣沒有維持多久，在此期間，雅典得以逐步恢復實力。隨著公元前362年伊巴密濃達的逝世，底比斯逐漸陷入混亂。公元前346年，底比斯向腓力二世求援，從而開始了馬其頓干涉希臘事務的時期。